# Niewachlów (gromada)
Niewachlów – dawna gromada, czyli najmniejsza jednostka podziału terytorialnego Polskiej Rzeczypospolitej Ludowej w latach 1954–1972.
Gromady, z gromadzkimi radami narodowymi (GRN) jako organami władzy najniższego stopnia na wsi, funkcjonowały od reformy reorganizującej administrację wiejską przeprowadzonej jesienią 1954 do momentu ich zniesienia z dniem 1 stycznia 1973, tym samym wypierając organizację gminną w latach 1954–1972.
Gromadę Niewachlów z siedzibą GRN w Niewachlowie (od 1979 są to dzielnice Kielc – Niewachlów I i Niewachlów II) utworzono – jako jedną z 8759 gromad na obszarze Polski – w powiecie kieleckim w woj. kieleckim, na mocy uchwały nr 13c/54 WRN w Kielcach z dnia 29 września 1954. W skład jednostki weszły obszary dotychczasowych gromad Niewachlów I, Niewachlów II i Kostomłoty I ze zniesionej gminy Niewachlów w tymże powiecie. Dla gromady ustalono 27 członków gromadzkiej rady narodowej.
31 grudnia 1961 do gromady Niewachlów przyłączono obszar zniesionej gromady Czarnów (bez wsi Szczukowskie Górki).
1 stycznia 1966 z gromady Niewachlów wyłączono wieś Czarnów z obszarem byłego majątku Czarnów, włączając obszary te do miasta Kielce (na prawach powiatu).
1 stycznia 1969 do gromady Niewachlów przyłączono obszar zniesionej gromady Miedziana Góra.
Gromada przetrwała do końca 1972 roku, czyli do kolejnej reformy gminnej.